# Lizze Broadway
Elizabeth Broadway (nascuda el febrer de 16, 1998) és una actriu estatunidenca coneguda pel seu paper d'Emma Meyer a Generació V, i pels seus papers a The Rookie, Splitting Up Together, Here and Now i American Pie Presents: Girls' Rules.
Va començar la seva carrera d'actriu a la sèrie dramàtica Southland, on va interpretar el paper de Brooks Ryerson a la segona temporada, episodi 2: "Butch & Sundance". El 2011, va aparèixer a la sèrie de comèdia dramàtica Shameless as Daughter a la primera temporada, episodi 11 i va interpretar el paper de Rose a la pel·lícula de televisió Bad Mom.
El 2013, va aparèixer a la sèrie de comèdia i drama de crim Bones com Kat Martin a la vuitena temporada, episodi setze i també va interpretar a Steph al programa de varietats i converses nocturnes Conan. El 2014, va interpretar el paper de Maya a l'episodi 20 de la primera temporada Trophy Wife.
El 2015, va protagonitzar la pel·lícula de televisió 16 i Missing com Becca Koats. El 2017, va interpretar a JoJo McKinnon a l'episodi 20 de la quarta temporada de Chicago P.D.
El 2018, va interpretar el paper de Mandy a la sèrie de procediments policials NCIS, a la temporada 15, episodi 13: "Family Ties". Va interpretar el paper de Becca Koats a la sèrie dramàtica Here and Now i també va interpretar el paper de Heather Bogart a la sèrie de comèdia Henry Danger a la quarta temporada i l'episodi 10. Broadway va protagonitzar la pel·lícula de televisió Instakiller com a Harper amb Kelly Sullivan.
Va aparèixer a la sèrie de comèdia Splitting Up Together com a Zoey. També va interpretar el paper d'Aurora a la sèrie de drama criminal The Rookie.
El 2020, va protagonitzar la pel·lícula de comèdia American Pie Presents: Girls' Rules com Stephanie Stifler.
El 2021, va participar en un spin-off d'Amazon Original de The Boys, titulat Gen V com Emma Shaw.